# Ito (district)
Ito (伊都郡, Ito-gun) is een district van de prefectuur Wakayama in Japan.
In 2003 had het district een geschatte bevolking van 31.495 inwoners en een bevolkingsdichtheid van 95 inwoners per km². De totale oppervlakte bedraagt 333 km².

## Gemeenten
- Katsuragi
- Koya
- Kudoyama

## Fusies
- Op 1 oktober 2005 fuseerde het dorp Hanazono met de gemeente Katsuragi.
- Op 1 maart 2006 werd de gemeente Koyaguchi opgeslorpt door de stad Hashimoto.

Steden:
Arida · Gobo · Hashimoto · Iwade · Kainan · Kinokawa · Shingu · Tanabe · Wakayama (hoofdstad)

Districten:
Arida · Hidaka · Higashimuro · Ito · Kaiso · Nishimuro
Gemeenten per district